# 애런 랠스턴
애런 리 랠스턴(영어: Aron Lee Ralston, 1975년 10월 27일 ~ )은 미국의 등산가이며 대중 연설가이다. 유타주에서 캐니언 등반 도중 큰 바위에 오른쪽 팔이 끼어서 탈출하기 위해 무딘 칼로 자신의 오른팔 아래를 자를 수밖에 없었다. 이로 인해 2003년 5월 유명해지게 되었다.
이 사고는 2004년 랠스턴의 자서전 《진퇴양난에 빠져》(Between a Rock and a Hard Place)에 기록되었다. 2010년 영국의 영화 감독 대니 보일이 《127 시간》(127 Hours)이라는 제목으로 영화화하였다.

## 개인적 삶
랠스턴은 체리크리크 고등학교(Cherry Creek High School)를 졸업하고, 카네기 멜론 대학교에서 기계 공학과 프랑스어를 전공으로 졸업했으며 영예 학생 단체 '파이 베타 카파(Phi Beta Kappa)'와 '타우 베타 파이(Tau Beta Pi)'의 회원이었다. 대학교에서 레지던트 어시스턴트(RA, resident assistant) 활동과 해외 유학을 하며 대학 내의 스포츠 활동에도 활발하게 참여하였다. 겨울 동안 콜로라도주의 모든 fourteeners(평균 해수면으로부터의 높이가 14,000 피트 이상인 산을 가리키는 말)를 등반하기 위해 2002년 인텔(Intel)에서의 기계 공학자로서의 직업을 그만두었다.
2009년 8월 제시카 트러스티(Jessica Trusty)와 결혼했고 2010년 2월에 태어난 아이 리오(Leo)를 첫 자녀로 두었다.

## 사고
2003년 블루존 캐니언에서 도보 여행을 하던 중 큰 바위가 떨어져내려 랠스턴의 오른쪽 팔뚝을 깔아뭉개며 벽에서 꼼짝하지 못하게 만들었다. 랠스턴은 자신의 여행 계획을 아무한테도 말하지 않았기 때문에 아무도 자신을 찾으러 오지 않을 걸 알았다. 팔을 바위에서 꺼내려 하면서 자신이 죽을 것이라고 생각한 랠스턴은 5일 동안 남아있는 조금의 물을 느리게 조금씩 마셔갔다. 5일이 지난 후에도 팔을 꺼내지 못해 그의 노력은 물거품이 되었다. 결국 물을 다 마시게 된 랠스턴은 자신의 소변으로 갈증을 해소하게 되었고 자신의 이름, 생일, 그리고 예상 사망일을 캐니언 사암벽에 새기고, 가족을 향한 작별인사를 비디오에 녹화했다.
바위를 들어내고 부수려고 시도한 5일 후, 랠스턴은 탈수되고 고열로 정신이 혼미해져서 결국 탈출하기 위해 꼼짝 못 하는 팔꿈치 밑 오른팔을 잘라내기위해 준비한다. 그 칼의 제조사를 정확히 언급하지 않고 단지 레더맨(Leatherman, 맥가이버 칼 제작으로 유명한 회사)의 제품은 아니라고 언급한 그는, 그것을 "15달러짜리 손전등을 사면 덤으로 주는 다용도 도구"라고 묘사했다. 탈출에 성공하고 나서도 자신의 수동 변속 트럭까지 17 마일의 거리가 남아있었고 휴대전화도 가지고 있지 않았다. 그는 65 피트 (20 미터) 높이의 깎아지른 듯한 절벽을 레펠 하강해야 하기도 했으며, 뜨거운 정오의 햇빛 아래서 캐니언을 등반해야 했다. 등반 도중 우연히 네덜란드에서 휴가온 커플인 에릭(Eric)과 모니크 메이어르(Monique Meijer), 그들의 아들 앤디(Andy)를 만나 물을 얻어마시고 관계당국에 신고할 수 있었다. 랠스턴은 극적으로 6시간 뒤 헬리콥터 수색 팀에게 구조되었다. 그의 팔은 공원 관계당국에 의해 빼내어져 회수되었다. 랠스턴은 그 팔을 화장하여 자신의 사고 장소에 가서 재를 뿌렸다.